# American University of the Caribbean School of Medicine

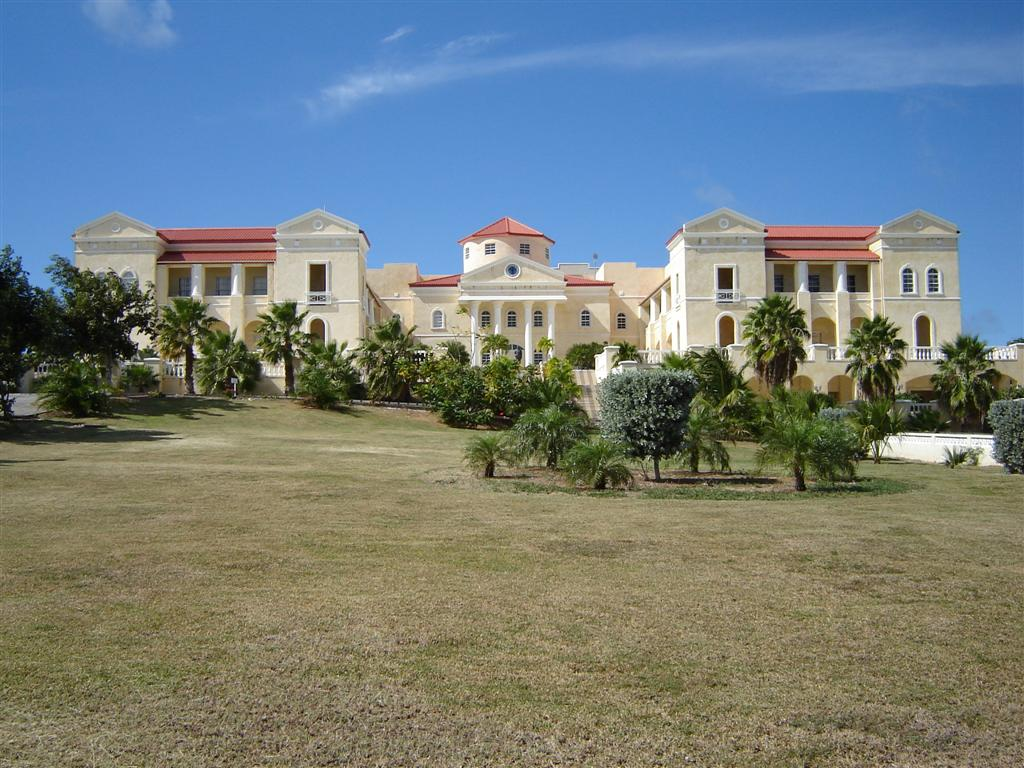
Hauptcampus der American University of the Caribbean auf St. Martin

Die 1978 gegründete American University of the Caribbean, School of Medicine (AUC) ist eine private, profitorientierte Universität der Adtalem Global Education Inc. Der Campus liegt auf der 92 km² großen Karibikinsel St. Martin. Die Verwaltung befindet sich in Pembroke Pines (Florida).

## Geschichte
Die AUC wurde 1978 vom in Tianjin (Volksrepublik China) geborenen und in Taiwan aufgewachsenen Emigranten Paul Shu-Pei Tien aus der Überzeugung von der „Notwendigkeit einfühlsamer, fähiger und visionärer Mediziner“ gegründet. Der damalige Campus lag auf der Karibikinsel Montserrat.
Die 17 Gebäude wurden am 17. September 1989 von Hurrikan Hugo verwüstet, doch schon einen Monat später konnte für die einjährige Dauer des Wiederaufbaus der Unterricht in einem Provisorium in Plainview (Texas) wiederaufgenommen werden.
Ein Vulkanausbruch am 18. Juli 1995 machte einen Umzug auf die Insel St. Martin vonnöten, deren Gebäude aber bereits in der Bauphase von Hurrikans heimgesucht werden.
2011 wurde die AUC von der DeVyr Educational Group gekauft, zwei Jahre später trat Heidi Chumley ihr Amt als executive dean und Chief medical officer an.

## Ausbildung
Nach Absolvierung der ersten fünf Semester müssen die Medizinstudenten weitere 4,5 Semester in Lehrkrankenhäusern in den USA, Kanada, Großbritannien oder Irland ihre klinische Ausbildung ableisten. Diese beinhaltet neben 42 Wochen in den verpflichtenden Fachrichtungen Innere Medizin, Chirurgie, Pädiatrie, Psychiatrie und Gynäkologie auch 30 Wochen in selbst wählbaren Spezialgebieten. Nach vier Jahren ist dann die Verleihung des Doktortitels möglich.

## Bedeutung
Nach eigenen Angaben praktizieren die 6900 Absolventen trotz tlw. rechtlichen Schwierigkeiten in der Zulassung mittlerweile in allen 50 US-Bundesstaaten sowie Kanada und anderen Teilen der Welt.